# Lương Ngọc Trác
Lương Ngọc Trác (3 tháng 7 năm 1928 – 8 tháng 5 năm 2013), tên khai sinh là Nguyễn Quế Trác, là nhạc sĩ người Việt Nam.

## Cuộc đời và sự nghiệp[1]

### TrướcCách mạng tháng Tám
Lương Ngọc Trác yêu âm nhạc từ nhỏ. Ông vừa học nhạc, vừa học chơi violin và accordéon. Trước Cách mạng tháng Tám năm 1945, ông là một nhạc công cho nhiều phòng trà, rạp hát ở Hà Nội. Lương Ngọc Trác là một trong số các thành viên của ban nhạc (được ông và các bạn hữu như Lê Yên, Lê Lôi, Nguyễn Văn Quỳ,... lập ra) sang chơi tại Côn Minh.

### Sau Cách mạng tháng Tám
Lúc ban nhạc trên trở về, không chỉ có Cách mạng thành công mà cuộc kháng chiến chống thực dân Pháp bùng nổ. Trong hoàn cảnh đất nước bắt đầu một thời đại mới, Lương Ngọc Trác tham gia hòa nhịp vào niềm vui chung của nước nhà khi tham gia các chương trình ca nhạc chào đón một đất nước Việt Nam non trẻ ra đời. Ông còn soạn ra tác phẩm Vũ khúc tưng bừng, một tác phẩm đã được trình chiếu vào ngày Chủ tịch Hồ Chí Minh đọc bản Tuyên ngôn Độc lập, khai sinh ra nước Việt Nam Dân chủ Cộng hòa, để thể hiện không khí đó. Và trong hòa cảnh đất nước bắt đầu một cuộc chiến đấu mới, nhạc sĩ Lương Ngọc Trác, như nhiều thanh niên Hà Nội khác, đã cầm súng bảo vệ quê hương. Ông tham gia đội tự vệ tại phố Nhà thờ. Ông còn nhập ngay vào đội tự vệ sau khi chơi nhạc ở quán Thiên Thai trên phố Hàng Gai, đây là đội tự vệ đã tấn công vào trụ sở Báo Nhân dân bây giờ, ngôi nhà mà người Pháp nắm trong tay và gọi nó là là Nhà Molière.
Trong một trận phục kích ở ngõ Hàng Chi, Lương Ngọc Trác đã bị thương, phải vào điều trị tại một viện quân y nằm trên phố Hàng Gai. Chính vào thời điểm đó, ông đã phổ nhạc cho bài thơ Mơ đời chiến sĩ của Mạc Tần.
Vào năm 1947, sau khi Bác Hồ viết bức thư gửi tới nhân dân chúc mừng Tết Đinh Hợi, Trịnh Đình Báu đã viết bài thơ Thủ đô huyết thệ. Và cũng từ đây, lại thêm một bài thơ được phổ nhạc bởi bàn tay của Lương Ngọc Trác.

### Trong cuộc kháng chiến chống Pháp
Sau khi rút khỏi Hà Nội quê hương ông, nhạc sĩ Lương Ngọc Trác cùng với Trung đoàn Thủ Đô bước vào cuộc chiến gian khổ của cả dân tộc ta. Họ hành quân trên bao nhiêu vùng đất ở Việt Bắc và Tây Bắc. Trong khoảng thời gian đó, ông viết nhiều tuyệt tác về thể loại ca khúc: Trường chinh ca, Ngày về, Lô Giang.

### Trong cuộc kháng chiến chống Mỹ
Hòa bình giờ đây đã được lập lại ở miền Bắc, nên không ngạc nhiên khi dù vẫn là một quân nhân, Lương Ngọc Trác trở thành Ủy viên Thường vụ Ban Chấp hành Hội Nhạc sĩ Việt Nam. Về sáng tác, đáng chú ý là tác phẩm Ngọn lửa Nghệ – Tĩnh, một tác phẩm mà ông sáng tác cùng với nhiều nhạc sĩ như Huy Thục, Nguyễn Thành và Nguyên Nhung.
Trong những năm tháng cũng ác liệt, gian khổ này, nhạc sĩ người Hà Nội đảm trách công việc tại Tổng cục Chính trị Việt Nam, đồng thời vẫn viết các ca khúc là thể loại nổi bật của ông. Ông còn viết những bài hát cho cả nước bạn Lào. 

### Qua đời
Nhạc sĩ Lương Ngọc Trác qua đời vào hồi 10 giờ 15 phút ngày 8 tháng 5 năm 2013, không lâu sau lễ mừng thọ 85 tuổi.

## Phong cách sáng tác[2]
Ngôn ngữ khí nhạc của nhạc sĩ Lương Ngọc Trác giản dị, ít sử dụng những tiết tấu và hòa thanh phức tạp nhưng vẫn đạt được hiệu quả. Sau ngày thống nhất đất nước, ông có những đổi mới về bút pháp nghệ thuật. Lương Ngọc Trác là nhạc sĩ viết không nhiều. Tuy vậy, âm nhạc của người nghệ sĩ Hà thành này có sự sáng tạo trong cấu trúc giai điệu, sự trau chuốt và phong nhã, hình thức rõ ràng, mạch lạc, cảm xúc chân thật. Điều đó đã khiến cho các tác phẩm của ông được công chúng yêu mến.

## Các tác phẩm[2]

### Khí nhạc
- Hòa tấu dàn nhạc Vũ khúc tưng bừng (1944)
- Vũ kịch Ngon lửa Nghệ – Tĩnh (1960)
- Nhạc cho múa Trên đường kéo pháo (1958) và Anh du kích và sáu cô gái Mèo (1959)
- Nhạc cho phim

### Thanh nhạc
Các ca khúc:
- Mơ đời chiến sĩ (1947)
- Thủ đô huyết thệ (1947)
- Ngày về (1947)
- Lô Giang (1948)
- Trường chinh ca (1948)
- Công nông liên minh (1952)
- Bài ca gửi đất liền (1965)
- Ta đi trong nắng mới (1975)
- Những ô cửa sổ (1975)